# World of Stone
«World of Stone» es una canción del músico británico George Harrison, publicada en el álbum de estudio Extra Texture (Read All About It). La canción, publicada como cara B del sencillo «You», fue compuesta en 1973 pero grabada dos años más tarde, tras la recepción negativa de la primera y única gira que el músico desarrolló en Norteamérica. Debido al contexto en la que se publicó, varios biógrafos vieron «World of Stone» como una plegaria de Harrison por la tolerancia. Según varios de sus biógrafos, la letra refleja las dudas que Harrison tenía sobre la devoción a su camino espiritual, una crisis aparente de fe que siguió al mal recibimiento de sus comentarios espirituales durante la gira.
Harrison grabó «World of Stone» en Los Ángeles con una banda integrada por David Foster, Gary Wright y Klaus Voormann. El autor Dale Allison describió la canción como «una expresión de alineación con el mundo».

## Personal
- George Harrison: voz, guitarra eléctrica y coros
- David Foster: piano y sintetizador ARP
- Gary Wright: órgano
- Jesse Ed Davis: guitarra eléctrica
- Klaus Voormann: bajo
- Jim Keltner: batería